# Port Bannatyne
Port Bannatyne är en ort i Storbritannien.   Den ligger i kommunen Argyll and Bute och riksdelen Skottland, i den nordvästra delen av landet, 600 km nordväst om huvudstaden London. Port Bannatyne ligger 9 meter över havet och antalet invånare är 1 331. Den ligger på ön Isle of Bute.
Terrängen runt Port Bannatyne är platt åt sydost, men åt nordväst är den kuperad. Havet är nära Port Bannatyne åt sydost.